# Robert Kranjec
Robert Kranjec (Kranj, 16 juli 1981) is een Sloveense schansspringer.

## Carrière
In 2002 nam Kranjec voor het eerste deel aan de Olympische Winterspelen, met het Sloveense team haalde hij een bronzen medaille tijdens de landenwedstrijd op de grote schans. Individueel haalde hij een 11e en 15e plek op de grote en de normale schans.
In 2006 deed Kranjec voor de tweede maal mee aan de Olympische Winterspelen. Hij haalde op de individuele onderdelen een 41e en 49e plaats. Met het landenteam haalde hij een 10e plaats.
Tijdens de Olympische Winterspelen in Vancouver nam Kranjec deel aan het schansspringen op de grote schans, de normale schans en de landenwedstrijd. Op de normale schans eindigde hij op de zesde plek.

## Belangrijkste resultaten

### Olympische Winterspelen
| Jaar | Plaats         | Resultaten                                                           |
| ---- | -------------- | -------------------------------------------------------------------- |
| 2002 | Salt Lake City | 15e normale schans · 11e grote schans · landenwedstrijd grote schans |
| 2006 | Turijn         | 41e normale schans 49e grote schans 10e landenwedstrijd grote schans |
| 2010 | Vancouver      | 6e normale schans 9e grote schans 8e landenwedstrijd grote schans    |
| 2014 | Sotsji         | DNS normale schans 37e grote schans 5e landenwedstrijd grote schans  |

### Wereldkampioenschappen schansspringen
| Jaar | Plaats        | Resultaten                                                            |
| ---- | ------------- | --------------------------------------------------------------------- |
| 2003 | Val di Fiemme | 21e normale schans 6e grote schans 6e landenwedstrijd grote schans    |
| 2009 | Liberec       | 11e normale schans 15e grote schans 7e landenwedstrijd grote schans   |
| 2011 | Oslo          | 32e normale schans 23e grote schans 6e landenwedstrijd normale schans |
| 2013 | Val di Fiemme | 26e normale schans 21e grote schans 6e landenwedstrijd grote schans   |

### Wereldkampioenschappen skivliegen
| Jaar | Plaats                   | Resultaten                                    |
| ---- | ------------------------ | --------------------------------------------- |
| 2002 | Harrachov                | 11e individuele wedstrijd                     |
| 2004 | Planica                  | 12e individuele wedstrijd 6e teamwedstrijd    |
| 2006 | Kulm                     | 15e individuele wedstrijd 5e landenwedstrijd  |
| 2008 | Oberstdorf               | 17e individuele wedstrijd 12e landenwedstrijd |
| 2010 | Planica                  | 5e individuele wedstrijd 6e landenwedstrijd   |
| 2012 | Vikersund                | individuele wedstrijd · landenwedstrijd       |
| 2014 | Harrachov                | 29e individuele wedstrijd                     |
| 2016 | Tauplitz/Bad Mitterndorf | 10e individuele wedstrijd 4e landenwedstrijd  |

### Wereldbeker
Eindklasseringen
| Seizoen   | Algm | SV     | 4S  | NT  |
| --------- | ---- | ------ | --- | --- |
| 2001/2002 | 16e  |        | 23e | 7e  |
| 2002/2003 | 17e  |        | 25e | 15e |
| 2003/2004 | 46e  |        | 47e | 36e |
| 2004/2005 | 45e  |        | 58e | 32e |
| 2005/2006 | 16e  |        | 28e | -   |
| 2006/2007 | 27e  |        | 37e | 35e |
| 2007/2008 | 25e  |        | 28e | 30e |
| 2008/2009 | 23e  | 7e     | 31e | 12e |
| 2009/2010 | 10e  | Goud   | 14e | 12e |
| 2010/2011 | 18e  | 8e     | 21e |     |
| 2011/2012 | 9e   | Goud   | 14e |     |
| 2012/2013 | 6e   | Zilver | 21e |     |
| 2013/2014 | 11e  | 9e     | 28e |     |
| 2014/2015 | 26e  | 21e    | 29e |     |
| 2015/2016 | 13e  | Zilver | 42e |     |
| 2017/2018 | 49e  | 27e    | -   |     |

Wereldbekerzeges
| Datum             | Plaats          | Schans      |
| Individueel       | Individueel     | Individueel |
| ----------------- | --------------- | ----------- |
| 26 november 2005  | Kuusamo         | HS142       |
| 9 januari 2010    | Bad Mitterndorf | HS200       |
| 15 januari 2012   | Bad Mitterndorf | HS200       |
| 16 maart 2012     | Planica         | HS215       |
| 27 januari 2013   | Vikersund       | HS225       |
| 12 februari 2016  | Vikersund       | HS225       |
| 18 maart 2016     | Planica         | HS225       |
| Landenwedstrijden |                 |             |
| 19 februari 2012  | Oberstdorf      | HS213       |
| 11 januari 2013   | Zakopane        | HS134       |
| 9 februari 2013   | Willingen       | HS140       |
| 23 maart 2013     | Planica         | HS215       |
| 23 november 2013  | Klingenthal     | HS140       |
| 18 januari 2014   | Zakopane        | HS134       |
| 21 maart 2015     | Planica         | HS225       |
| 6 februari 2016   | Oslo            | HS134       |

### Grand Prix
Eindklasseringen
| Jaar | Plaats |
| ---- | ------ |
| 2002 | 7e     |
| 2003 | 26e    |
| 2004 | 10e    |
| 2005 | 8e     |
| 2007 | 69e    |
| 2008 | 61e    |
| 2009 | Zilver |
| 2010 | 40e    |
| 2011 | 11e    |
| 2012 | 50e    |
| 2013 | 53e    |
| 2014 | 39e    |
| 2015 | Brons  |
| 2016 | 8e     |
| 2017 | 34e    |

Grand Prix-zeges
| Datum             | Plaats      | Schans      |
| Individueel       | Individueel | Individueel |
| ----------------- | ----------- | ----------- |
| 13 augustus 2005  | Einsiedeln  | HS117       |
| 30 augustus 2009  | Hakuba      | HS131       |
| 10 september 2016 | Tsjaikovski | HS140       |
| Landenwedstrijden |             |             |
| 20 juli 2012      | Wisla       | HS134       |